# Вілсонвілл (Іллінойс)
Вілсонвілл (англ. Wilsonville) — селище (англ. village) в США, в окрузі Макупін штату Іллінойс. Населення — 536 осіб (2020).

## Географія
Вілсонвілл розташований за координатами 39°4′8″ пн. ш. 89°51′18″ зх. д. / 39.06889° пн. ш. 89.85500° зх. д. (39.068983, -89.855065).  За даними Бюро перепису населення США в 2010 році селище мало площу 2,54 км², з яких 2,47 км² — суходіл та 0,07 км² — водойми.

## Демографія
Згідно з переписом 2010 року, у селищі мешкало 586 осіб у 232 домогосподарствах у складі 153 родин. Густота населення становила 231 особа/км².  Було 264 помешкання (104/км²).
Расовий склад населення:
| - 98,3 % — білих - 0,3 % — азіатів - 0,2 % — корінних американців - 0,2 % — чорних або афроамериканців |

До двох чи більше рас належало 1,0 %. Частка іспаномовних становила 0,9 % від усіх жителів.
За віковим діапазоном населення розподілялося таким чином: 24,1 % — особи молодші 18 років, 60,4 % — особи у віці 18—64 років, 15,5 % — особи у віці 65 років та старші. Медіана віку мешканця становила 39,6 року. На 100 осіб жіночої статі у селищі припадало 98,0 чоловіків;  на 100 жінок у віці від 18 років та старших — 96,9 чоловіків також старших 18 років.
Середній дохід на одне домашнє господарство  становив 43 316 доларів США (медіана — 28 810), а середній дохід на одну сім'ю — 47 859 доларів (медіана — 37 813). За межею бідності перебувало 24,4 % осіб, у тому числі 25,0 % дітей у віці до 18 років та 10,3 % осіб у віці 65 років та старших.
Цивільне працевлаштоване населення становило 212 особи. Основні галузі зайнятості: освіта, охорона здоров'я та соціальна допомога — 18,9 %, виробництво — 13,2 %, науковці, спеціалісти, менеджери — 11,8 %, мистецтво, розваги та відпочинок — 11,3 %.